# Мугумаев, Магомед-Расул
Магомед-Расул Мугумаев (1932, Орота, Хунзахский район, Дагестан, СССР — 21 марта 2005) — дагестанский учёный-арабист, переводчик, теолог, богослов. Правозащитник и диссидент, провёл 7 лет в советских трудовых лагерях. Муфтий Конфедерации народов Кавказа.

## Биография
Родился в 1932 году в дагестанском селе Орота, по национальности — аварец. В детстве учился в сельской школе, одновременно втайне от властей получал исламское образование. В 1951 году поступил в узбекистанское медресе «Мири Араб», единственное официально действовавшее медресе в СССР. В студенческие годы вступил в конфликт с муфтием ДУМ СК Магомедом Курбановым, Мугумаев возмущался суфийской принадлежностью членов ДУМ и обратился в Совет по делам религиозных культов. В итоге на Мугумаева подали жалобу, написали негативную характеристику и исключили из медресе за плохое поведение.
По его словам, в 1953 году учредил на Северном Кавказе партию «Братья мусульмане», став её председателем, к 1957 году организация провела обучение более двухсот молодых парней. Проживал в Буйнакске, работал заместителем кадия мечети. В 1957 году написал арабоязычное обращение под названием: «Жалоба. От шестидесяти миллионов мусульман, находящихся в коммунистической тюрьме в СССР, всем мусульманам свободного мира», где он озвучил, что мусульмане готовы «бороться за освобождение от коммунистической тирании и потому просим оказать нам материальную и моральную поддержку». На одном из московских фестивалей, где Мугумаева прикрепили к делегации одной из арабских стран в качестве переводчика, он передал это письмо иракскому делегату Омару Абу Раду, оказавшемуся агентом КГБ. Согласно данным правозащитной организации «Мемориал», арестован 9 августа 1957 года по обвинению в контрреволюционной деятельности. 14 января 1958 года осуждён Мосгорсудом к 7 годам ИТЛ. Признан «Мемориалом» жертвой политического террора. Согласно его мемуарам, «через несколько дней после ареста я написал заявление на имя Николая Хрущёва. Это заявление попало к Хрущёву, и он наложил на моё заявление какую-то резолюцию».
После возвращения из трудовых лагерей попытался устроиться в ДУМ СК, но получил отказ. В 1965 году устроился в Институт языка и литературы, занимался исследовательской работой в ДФАН СССР, участвуя в экспедиционных поисках сохранившихся арабоязычных письменных памятников в Дагестане. Перевёл на русский книгу Али Каяева и другие документы. За работу подвергся критике со стороны властей, председатель КГБ Дагестана Бурмистров называл Мугумаева «известным антисоветчиком», через несколько недель после этого Мугумаева уволили. Впоследствии переехал в Грозный, остановился у писателя Халида Ошаева, нашёл работу в ЧИНИИИЯЛ. Перевёл на русский язык трактат шейха Кунта-Хаджи и книгу по кавказской истории Шевката Муфити — учёного из Иордании. Вскоре был уволен из института, Мугумаев вернулся в Дагестан и заново устроился в ДФАН. В 1978 году на членов сектора востоковедения ДФАН было заведено дело об антисоветской деятельности. По словам Мугумаева, Магомедсалам Умаханов тогда заявил, что «такие, как Мугумаев, пачкают мозги честным труженикам нашей родины». Составил аварско-арабский словарь. Перевёл с арабского на аварский язык первую часть труда суфия Шарапуддина из Кикуни с биографиями накшбандийских шейхов из силсилы Шарапуддина, перевод издан в 1997 году без указания авторства Мугумаева.
В период распада СССР поддерживал демократические изменения в стране, занимался правозащитной деятельностью и лично был знаком с академиком Сахаровым. Говорил, что «весь прогресс в мире достигнут именно благодаря демократии — Запад стал Западом, Америка стала Америкой. Чем свободнее человек, тем он культурнее». В 1989 году выступал в качестве представителя ислама в первой межконфессиональной дискуссии между мусульманами и христианами, оппонируя священнику Александру Меню. Состоял в Совете алимов Исламской партии возрождения, учреждённой в 1990 году в Астрахани. Был назначен муфтием Конфедерации народов Кавказа.

О своей жизни в независимой Ичкерии Мугумаев пишет:
«В конце 1991 года после объявления государственного суверенитета Чеченской Республики я докладывал президенту Джохару Дудаеву о реальной ситуации в республике: о положении русскоязычного населения, о грабежах и распространении оружия. Но вокруг него собрались экстремистски настроенные личности, которые всячески старались направить его в сторону конфронтации с демократической Россией, чего я не мог принять. Поэтому в начале 1994 года покинул Грозный из-за несогласия с проводимой его окружением политикой и жил в Махачкале».
В 1992 году участвовал в Съезде народов Дагестана в качестве делегата от Хунзахского района и Первом Всемирном конгрессе абхазо-абазинского народа. На выступлениях в Абхазии требовал гуманного обращения с грузинским населением.
Умер 21 марта 2005 года, перед смертью написал мемуары.

## Личная жизнь
В 1951 году женился на Хамидат, которая была дочерью Нажмудина Гоцинского от его второй жены Патимат. После ликвидации большевиками Гоцинского Патимат с дочерью были высланы в село Кутиша. Хамидат умерла в 1962 году в результате долгой болезни, полученной после ареста мужа в 1957 году. Другой женой Мугумаева была чеченка, от неё у него был пасынок, погибший в Грозном в ходе Первой чеченской войны во время российских обстрелов.